# Лилли, Тейлор
Тейлор Пейдж Лилли (англ. Taylor Paige Lilley, род. 29 февраля 1988 года) — американская профессиональная баскетболистка, выступавшая в Женской национальной баскетбольной ассоциации.

## Биография
После окончания старшей школы Харта (в Ньюхолле, Калифорния), он четыре года выступала за баскетбольную команду Орегонского университета «Орегон Дакс». В сезоне 2006/07 она была включена в сборную новичков конференции Pac-10, а в следующих трёх сезонах включалась в сборную всех звёзд этой конференции. Под руководством тренера Пола Уэстхеда, в сезоне 2009/10 она полностью раскрылась как баскетболистка, став самым результативным игроком команды (17,5 очка за игру) и за время выступления за университет набрала 1338 очков (10-й результат в истории Орегон Дакс). Лилли удерживает рекорд команды по проценту реализации трёхочковых бросков за один сезон (50,6 %) и её 254 точных трёхочковых являются рекордными для университета и четвёртым показателем в истории конференции Pac-10.
В 2010 году она в качестве свободного агента подписала контракт с клубом ЖНБА «Финикс Меркури». За клуб она провела 21 матч, но уже во время предсезонной подготовки к сезону 2011 года руководство «Меркури» отказалось от её услуг.
Не получив более предложения от клубов ЖНБА Лилли стала ассистентом тренера в частном колледже Мастерс в Ньюхолле (штат Калифорния). В 2012 году она получила приглашение от одной из австралийских полупрофессиональных команд выступающих в Квинследской баскетбольной лиге. Там она провела три сезона, причём в сезоне 2012 года стала самым ценным игроком турнира. Позже она продолжила тренировать в колледже Мастерс, а в 2018 году заняла должность тренера женской баскетбольной команды в школе Оак Крисчен.